# Convento de Nuestra Señora de la Merced (Valladolid)
El convento de Nuestra Señora de la Merced, ubicado en el barrio de San Juan de la ciudad de Valladolid (España) fue la residencia de Mercedarios Calzados desde el siglo XIV hasta la Desamortización del siglo XIX. La comunidad de la Orden de la Merced estaba dedicada a la redención y rescate de cautivos en poder de los musulmanes, actividad que dio comienzo a partir del primer tercio del siglo XIII. Después de más de cinco siglos de existencia los edificios que componían el convento fueron enajenados, desmontados y destruidos pasando el complejo conventual a formar parte del Patrimonio Desaparecido de Valladolid; algunas de sus obras de arte, utensilios, mobiliario, etc. fueron dispersas y se conoce el destino final de muy pocas. En el solar donde estuvo el convento se levantaron en el siglo XX varios grupos de viviendas.

## Contexto histórico
La orden de la Merced fue tanto religiosa como militar y tuvo origen español. Su fundador fue Pedro Nolasco (c.1179-1249) que lo hizo por inspiración divina. La finalidad de la orden era la redención y rescate de cautivos que se encontraban prisioneros entre los musulmanes del norte de África. El 17 de enero de 1235 el papa Gregorio IX confirmó la fundación que a partir de ese momento se extendió ostensiblemente en vida del propio fundador por toda la geografía de la Corona de Aragón. Poco a poco fue tomando presencia en la Corona de Castilla, hasta que a principios del siglo XIV (1319) tuvo que dividirse en dos provincias: Provincia de Aragón y Provincia de Castilla con Portugal.

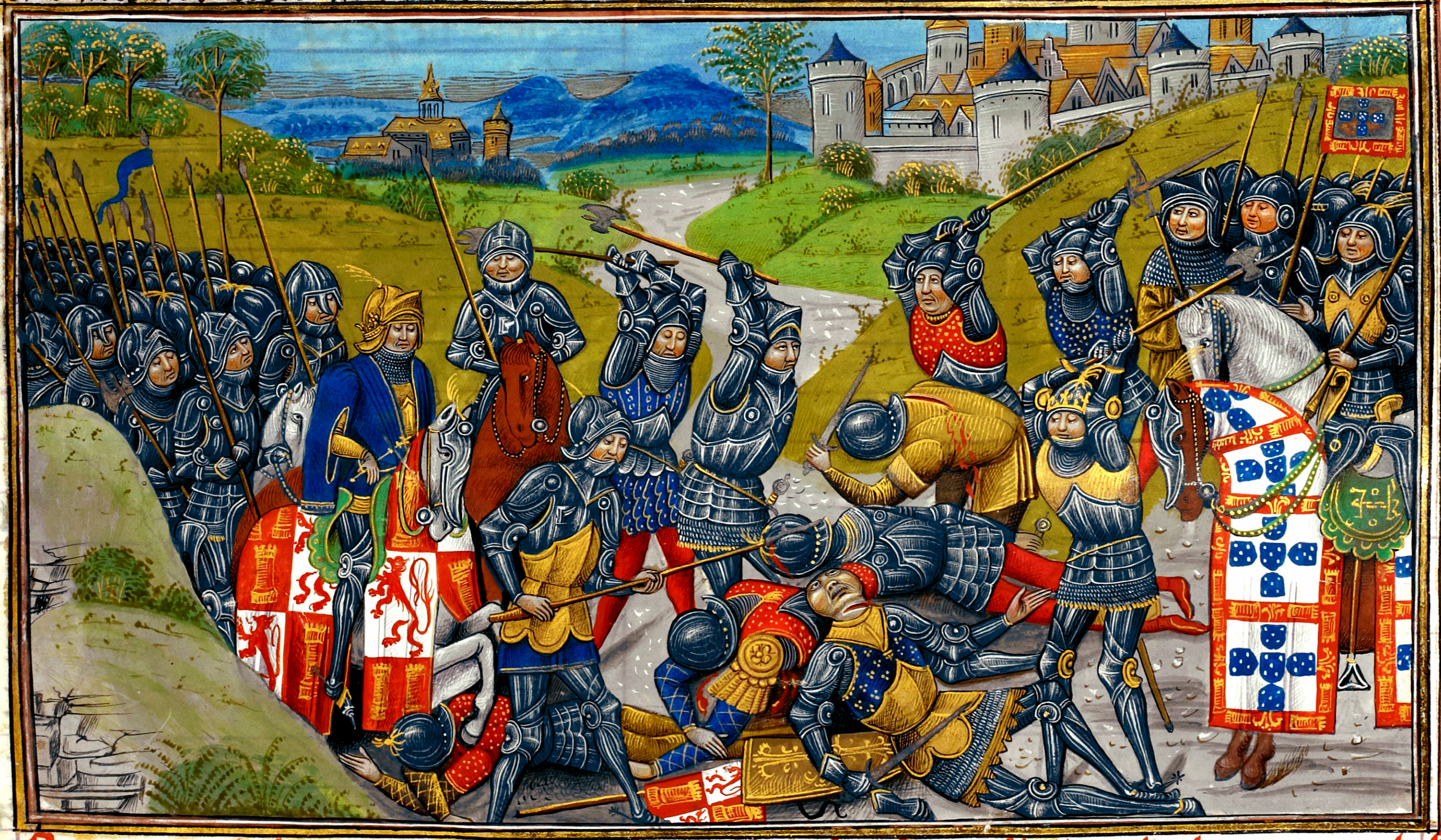
Representación de la Batalla de Aljubarrota

El 1 de diciembre de 1385 el rey Juan I de Castilla convocó cortes en Valladolid para poner a su reino en defensa tras el desastre de la batalla de Aljubarrota. La situación se agravó al año siguiente con llegada de duque de Lancaster y Constanza de Castilla a Galicia para hacer efectivos sus pretensiones al trono de Castilla, y donde tuvieron una buena acogida. Con este motivo, Juan I convocó Cortes de nuevo, esta vez en Segovia, en las que expuso su mejor derecho a la corona que Doña Constanza.
En medio de estas inquietudes que vivía la ciudad de Valladolid, tuvieron lugar dos de las más importantes fundaciones religiosas: monasterio de San Benito y convento de la Merced.

## Historia
El origen de la fundación del primer convento de la Merced en Valladolid es dudoso. Varios autores antiguos presentan fechas distintas aunque en todos los casos la sitúan en un lapso de tiempo que abarca entre 1220 y 1270. El propio Comendador del convento fray Joseph de las Llagas tuvo sus dudas cuando en 1770 respondió al Padre Provincial, «No podré dar razón tan puntual sobre la fundación porque no hallo papeles ni documentos que lo demuestren.» Fray Joseph recoge la tradición de que el convento primitivo fue fundado por el propio Pedro Nolasco, afirmación que se da también en otros documentos donde se añade que lo amplió fray Amerio (o Pedro Amer) que fue el IV General de la orden en 1277. Este fraile se dedicó a la expansión de la orden desde el año 1272 por lo que historiadores como Adeline Rucquoi creen que la fundación del convento tuvo lugar en fecha comprendida durante su generalato. 
El historiador y erudito Rafael de Floranes sitúa el primer emplazamiento en unas casas de la calle de la Guariza o Boariza (llamada después María de Molina) que estaban mirando al ramal sur del Esgueva; en la otra orilla de este río, frente por frente de estas casas se hallaba el Hospital de San Juan de Dios cuya entrada daba al gran ensanche del Campo Grande. Desde este lugar se trasladaron los monjes a unas casas fronteras a lo que más tarde sería el definitivo traslado; estas casas se conocieron posteriormente como casas de los Otomanes. Finalmente los monjes se mudaron y ocuparon las casas que Leonor de Portugal había donado en disposición testamentaria.
Durante la Crisis de 1383-1385 en Portugal, la reina madre Leonor Téllez de Meneses renunció a la regencia y cedió el gobierno a su yerno el rey de Juan I de Castilla —casado con Beatriz, hija de esta reina—, en plena lucha contra el gobierno rival del maestre Juan de Avis. No tardó en conspirar contra su yerno y en marzo de 1384 fue «culpada de intrigante», de modo que Juan I «tomó el consejo de los que decían que la reina fuese presa y enviada a Castilla y ordenó que la llevaran al monasterio de Tordesillas» donde «já esteverom Rainhas vehuvas e filhas de Reis». Tras la muerte del rey castellano, Leonor abandonó el monasterio de Santa Clara de Tordesillas y se trasladó a Valladolid, a unas casas de su propiedad en el arrabal de San Juan, no muy lejos del ramal sur del río Esgueva y de la segunda cerca. Este periodo de la vida de Leonor Téllez es controvertido. Según la tradición contada por autores vallisoletanos desde Juan Antolínez de Burgos —1561-1644—, Leonor Téllez tuvo amoríos con un caballero llamado Zoilo Iñiguez de quien tuvo un hijo que murió en edad temprana y una hija llamada María. En su testamento expresó su deseo de que sus casas sirvieran para fundar un convento de monjas en el que tendría que profesar su hija. El encargado de hacer cumplir sus deseos fue Fernán López de Laserna, caballero de Carrión de los Condes y tutor de María. Las disposiciones del testamento se cumplieron a medias porque si bien María eligió el matrimonio anteponiéndolo al monacato, sí se otorgaron las casas a un convento no femenino sino masculino, el convento de la Merced Calzada que andaba necesitado de un espacio físico más amplio.
Según la tradición, Leonor habría sido enterrada en la primitiva capilla cuyo espacio anterior correspondía al zaguán de la casa. Se enterró a la viuda reina en un nicho empotrado en la pared de la Epístola. Juan Antolínez de Burgos en su Historia de Valladolid cuenta que él alcanzó a ver el enterramiento cuando en 1626, tras unas reformas que hicieron los monjes en el claustro, al derribar el lienzo que caía sobre aquella primitiva capilla apareció el nicho con dos cajas, una de la reina, otra más pequeña del niño infante, su hijo muerto en edad temprana. Ante tal descubrimiento se labró una piedra que se puso embebida en la pared, con las armas de Portugal y la siguiente leyenda:

Aquí yace sepultada la Reina Doña Leonor, mujer del Rey Don Fernando de Portugal; está un infante a sus pies. Dotó dos misas cada semana por sí y por su hija Doña Beatriz, Reina de Castilla, mujer del rey Don Juan el I, y fue fundadora de este real convento. Año de 1384.

Ratifica la noticia el erudito Floranes cuando en 1782 hace saber que «en el paño del claustro a la izquierda entrando de la portería por la puerta que se pasa a él de la iglesia hay un escudo de armas de Portugal y debajo esta piedra con la leyenda...», describiendo su escritura.
Siguiendo todos estos datos se ha considerado a Leonor Téllez como primera protectora del convento y por lo tanto al convento como fundación real, aunque no lo fuera en rigor. Las noticias documentales de fray Joseph de las Llagas citan a Rodrigo de Villandrando (1378-1448) —primer conde de Ribadeo en 1431—, como segundo protector; compró el patronato de la capilla mayor alrededor de 1445, mandando construir un nuevo templo. En 1627 sus descendientes todavía pagaban una renta anual de 5.000 maravedíes, cantidad que no era suficiente para su mantenimiento, según comentario de fray Joseph.
La historia del convento tuvo su fin en el siglo XIX, primero a causa de la invasión francesa y más tarde por la Desamortización. Los edificios conventuales sufrieron el atropello de las fuerzas invasoras y en 1809 se pudieron sacar las pocas puertas que todavía quedaban sin quemar para guardarlas en el almacén que conservaba el convento de San Pablo. «La sacristía y la iglesia estaban desmanteladas, sin puertas ni ventanas y levantada mucha parte de su entarimado...» Tras la definitiva exclaustración durante la Desamortización, el Ayuntamiento pidió a la Junta de Bienes Nacionales la cesión del convento para regular el urbanismo y ensanchar calles, pero no le pareció conveniente el canon exigido; en cambio se empleó el edificio para cuartel de Caballería.
En 1849 el Ayuntamiento consiguió el derribo de la iglesia y su solar sirvió para el trazado y apertura de una calle que sería la continuación de la calle Cervantes y que iría desde la calle Maldonado a Don Sancho. Este tramo se denominó años más tarde «calle de la Merced», siendo así el único recuerdo que queda del convento. Durante el resto del siglo XIX el edificio conventual siguió siendo sede del Ejército. En 1901 se construyeron las caballerizas para cuatro escuadrones y las cocinas retiradas del cuartel. Pero al construirse el nuevo cuartel Conde Ansúrez en 1902, los edificios fueron ocupados con la Intendencia militar que se mantuvo hasta 1922. En 1950 quedaban en pie los dos claustros. Ese mismo año fue demolido el grande; se razonó que por ruinoso.

### Personalidades
La actividad intelectual en el convento fue notable y se recuerdan algunos de sus miembros como personajes de gran relevancia:
- Fray Francisco Zúmel, natural de Valladolid que fue teólogo e historiador. Obtuvo el generalato de la Orden y convocó capítulo general en 1599 en este mismo convento. Fue además catedrático de Filosofía y Moral de la Universidad de Salamanca. Fue retratado por Zurbarán, óleo que se conserva en la Real Academia de Bellas Artes de San Fernando[nota 3]
- Fray Hernando de Santiago, a quien llamaban pico de oro por su fama de buen orador. Era graduado en teología por la Universidad de Valladolid. Fue retratado por Zurbarán, óleo que se conserva en la Real Academia de Bellas Artes de San Fernando[nota 4][12]

### Posesiones fuera de Valladolid
Tenían en propiedad la jurisdicción del término de Bambilla, un lugar cercano a Zaratán en el camino hacia Wamba (o Bamba). Estas tierras las habían recibido por voluntad de Isabel Castañón, viuda de Pedro de Villandrando (conde de Ribadeo). Hizo donación en su testamento otorgado el 10 de agosto de 1521. Los frailes tuvieron problemas pues los hijos de Villandrando, Rodrigo y María entablaron pleito que se resolvió dos años más tarde a favor del convento. La finca poseía una casa y una capilla donde se veneraba un lienzo de la Virgen de la Merced del siglo XVII que puede verse todavía en la parroquia de Zaratán.

## Complejo arquitectónico
El solar

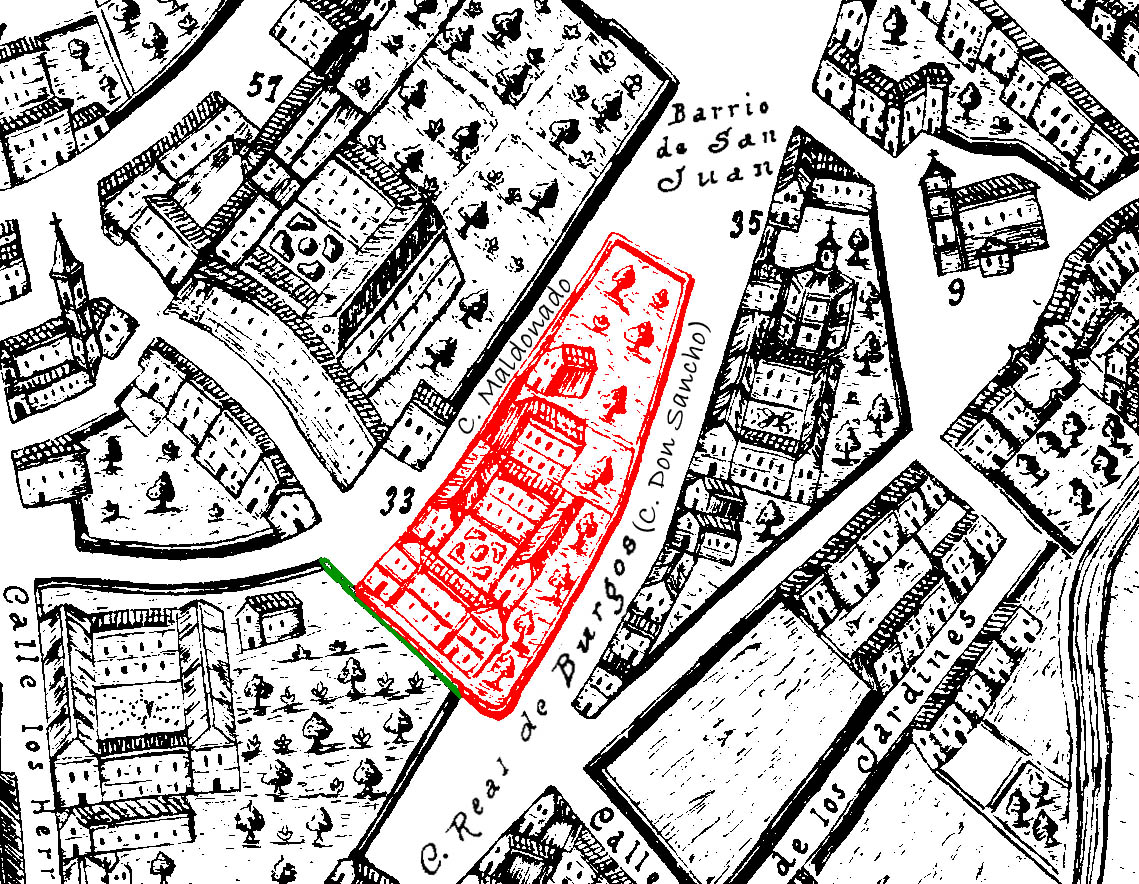
Espacio del convento localizado en el plano de Bentura Seco de 1738. En rojo todo el solar; en verde la línea que separaba la iglesia de las tapias de la casa del marqués de Aguilafuente

En su origen el espacio donde los frailes construyeron el convento e iglesia no era demasiado extenso, por eso continuamente los monjes hacen peticiones al Ayuntamiento para conseguir más suelo. Limitaba al norte con la calle Maldonado, al este con el barrio de San Juan y su plazuela, al sur con la calle Real de Burgos (actual calle de Don Sancho) y por el oeste la iglesia estaba prácticamente pegada a las tapias que protegían huerta y jardín de la casa del marqués de Aguilafuente —conocida como casa del Cordón—.
En el siglo XVII el complejo estaba compuesto por una iglesia bastante amplia, dos claustros y las dependencias monacales a su alrededor. El resto del terreno lo ocupaban algunos edificios de servicio, huerta y jardín.
Actividad constructiva
La mayor actividad de obras y ampliaciones se dieron en el siglo XVII. Durante un largo periodo trabajaron para el convento los arquitectos Pedro de Mazuecos el Mozo y Francisco de Praves; los maestros de cantería Pedro de la Vega, Rodrigo de la Cantera y Hernando del Hoyo con el maestro de obras Felipe de Ribera. El escultor Pedro de la Cuadra hizo los escudos del claustro en piedra y el retablo mayor más otras esculturas en madera. Los encargos de pintura fueron para Tomás de Prado que decoró el claustro; era además el dueño de una capilla.
En la década de 1620, siendo comendador de la orden en Valladolid fray Isidoro de Valcárcer, se edificó el coro, el claustro, el salón «de profundis» —una sala donde se oraba antes de entrar a comer–, fachada, restauración de la escalera más una nueva que llevaría directamente al claustro alto y el empedrado de la sala capitular. Durante esos años se construyeron diversas celdas de las que se utilizaron tres como prisión, con rejas de hierro y cerraduras. En 1620 se construyó la librería y en 1650 se terminó la portería con el enlosado y enjalbegado más los adornos propios que consistieron en cuatro lienzos de santos que fue un regalo del padre Maestro Núñez. Consta en el AHN que también había retratos de la familia Ramírez de Arellano de Villaescusa y un árbol genealógico de gran tamaño de esta familia.

### La iglesia
El edificio de la iglesia que se derribó a mediados del siglo XIX no era el que se construyó en un principio. El templo primitivo era pequeño, edificado en el espacio que ocupara el zaguán de la casa de Leonor de Portugal. Era simplemente una capilla; al hacer más tarde las obras de ampliación bajo el patronato del conde de Ribadeo, esta capilla quedó a disposición de la Cofradía de la Piedad. Manuel Canesi lo describe así:

... el zaguán que era de las casas le convirtieron en iglesia y en ella enterraron a la reina Dª Leonor, y que después fue capilla de la ilustre cofradía de la Piedad, la primera como se entra en el templo, a mano izquierda y al lado de la Epístola pusieron el cuerpo de Dª Leonor, acomodado en un hueco de la pared, donde había un arco que después le cerraron.
Manuel Canesi

La fachada de la iglesia se concertó en 1606 con el arquitecto y maestro de obras del rey, Pedro de Mazuecos el Mozo que hizo las trazas y lo principal de la obra. No la pudo terminar porque le alcanzó la muerte (1609) y la fábrica fue rematada por varios maestros. Gracias al dibujo que hizo Ventura Pérez se puede saber con bastante exactitud el aspecto que tenía: dos órdenes de pilastras toscanas; en el primero, la portada con un arco de medio punto limitado por dos columnas dóricas y frontón triangular con el escudo de la orden de los mercedarios en el centro. En la parte central del segundo cuerpo se abría una ventana rectangular con dintel y a ambos lados, hornacinas que contenían dos santos con el hábito de la Merced. La fachada se remataba con un frontón triangular y en el centro otra hornacina con escultura que se supone era la Virgen de la Merced. A ambos lados y siguiendo las líneas laterales se elevaron dos torres de campanas adornadas también con pilastras toscanas. Cuando se derribó la iglesia se trasladó la portada para que sirviera de puerta al Portillo del Prado. En 1873 el Portillo fue también desmantelado pasando dicha puerta a engrosar el patrimonio desaparecido.
La iglesia tenía su capilla mayor con un buen retablo de Pedro de la Cuadra. En el lado del Evangelio se abrían cinco capillas y en el de la Epístola —cuyo muro daba a la parte trasera de la casa llamada del Cordón—, se abrían seis.
Capilla mayor
Rodrigo de Villandrando, primer conde de Ribadeo tenía un hijo llamado Rodrigo que profesó en el convento a los diecisiete años de edad. Este fue uno de los motivos de la afinidad del conde con el convento y su deseo de patrocinar la nueva iglesia y en especial la capilla mayor. Como la capilla primitiva era muy pequeña, mandó realizar a su costa una de amplias dimensiones donde sería enterrado junto a su mujer Beatriz de Zúñiga.
Otorgó el conde testamento el 15 de marzo de 1448 —García-Valladolid dice 1465— dejando un legado de 200 000 maravedíes para la construcción de la nueva iglesia. Dispuso que en ella se colocaran los bultos funerarios del matrimonio. Cuando la iglesia y capilla mayor estuvieron terminadas se colocaron los escudos del conde y su familia por varios rincones del templo, incluso en el retablo mayor siendo el responsable de su pintura y dorado Tomás de Prado entre los años 1627-1631.
A lo largo del siglo XVII se hicieron obras y reformas. Hacia 1740 seguía siendo responsable del patronazgo un descendiente del conde de Ribadeo: Isidro Fadrique Fernández de Híjar, conde de Ribadeo y duque de Híjar. Su descendiente pagaba en 1763 una renta anual de 147 reales.

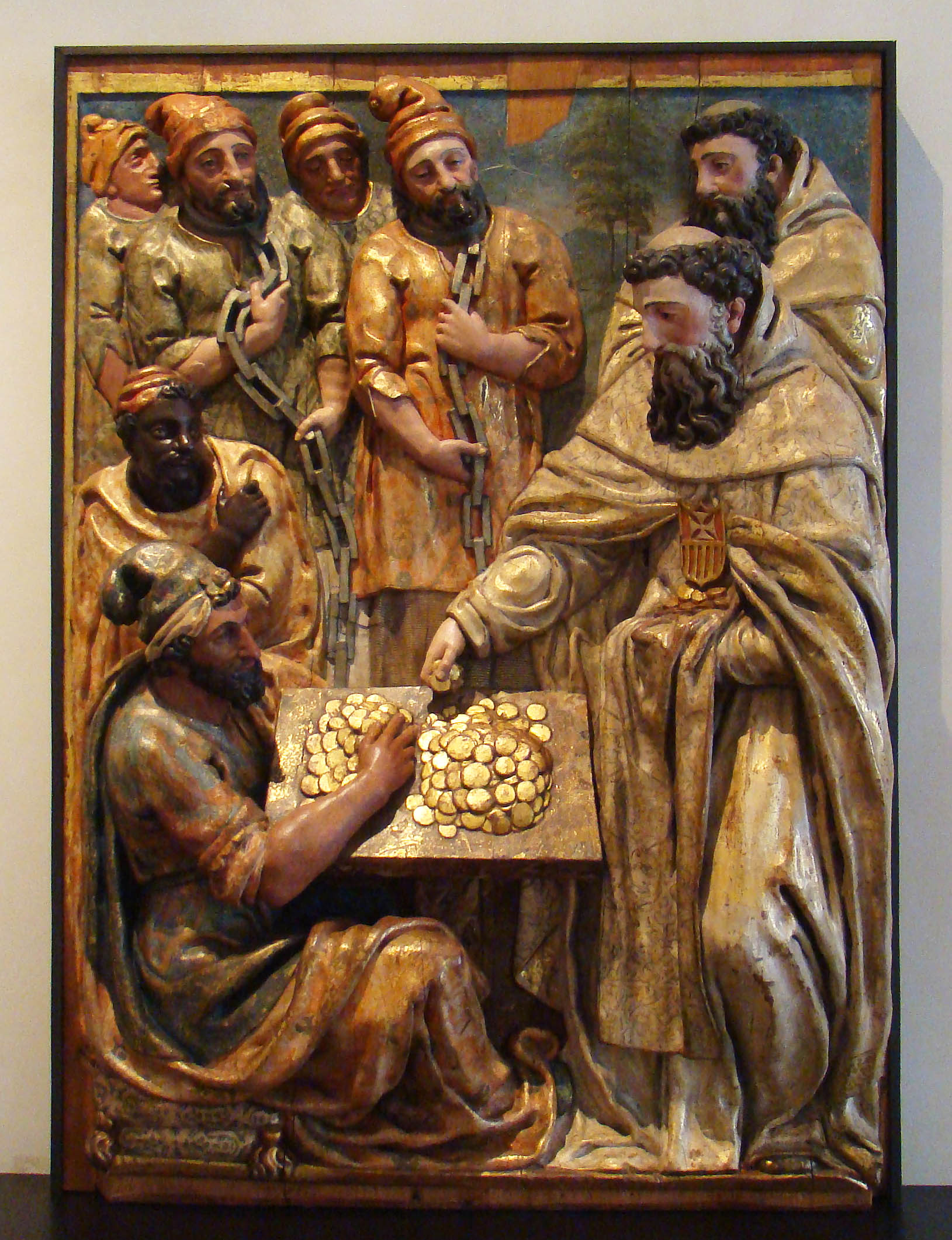
San Pedro Nolasco redimiendo cautivos, obra de c. 1599, madera policromada. Autor: Pedro de la Cuadra (1589-1629). Se encuentra en el Museo Nacional de Escultura (Valladolid). Desamortización: Procede del convento desaparecido de la Merced Calzada de Valladolid. Perteneció al retablo mayor

Tuvo la capilla mayor un retablo de valor artístico cuyo primer contrato lo concertó el comendador de la orden fray Matías de Cuéllar con los escultores Isaac de Juni y Benito Celma (o Zelma, siguiendo la grafía de su época). Las escrituras se firmaron el 22 de junio de 1597 y en ellas se detallaron minuciosamente la obra, los caminos a seguir, la clase de madera, las dimensiones, la estructura, etc. El retablo tenía que alcanzar 11,20 m de alto y 30 de ancho. Se compondría de banco y tres cuerpos con columnas de orden jónico en el primero y orden corintio en el segundo y tercero, todo lo cual daría lugar a cinco calles. Siguiendo el esquema habitual, el sagrario estaría situado en la calle central y sobre él una escultura de la Virgen de la Merced. A pesar de los muchos detalles que se dan en las escrituras, no se da noticia sobre la iconografía que iría situada en las calles y entrecalles. Isaac de Juni murió en 1597, antes de realizar las esculturas del retablo y los frailes se vieron obligados a contratar un nuevo escultor: Pedro de la Cuadra.
La escritura firmada por de la Cuadra y el convento da detalles de la forma del contrato y de cuál era la labor a realizar como escultor. Pedro de la Cuadra asegura que el retablo «ya estaba hecho», es decir su arquitectura y que se obligaba a hacer siete historias para los huecos señalados, con temas de la fundación de la orden, redención de cautivos, vida de la Virgen, un crucificado con la Virgen y San Juan, (el calvario del ático). Dice además: «La paga de dha obra sera ducientos e zinquenta ducados» y que su fiador será «alonso de miranda su suegro escribano de su Magd ... que esta presente»
Años más tarde, en 1603, los frailes contrataron el dorado de las piezas con el pintor Tomás de Prado que haría otros trabajos en el convento. Tomás de Prado se comprometió a «pintar, dorar y estofar el retablo de la capilla mayor del dicho monasterio» que sería con oro fino y con un estofado que diese riqueza a las figuras. Recibiría a cambio 1.200 ducados, cantidad más que generosa para la época. Así mismo debía realizar la pintura de la heráldica del conde de Salinas y la de la orden de la Merced.
Patrimonio disperso
Con la Desamortización se perdió la arquitectura del retablo y algunas de sus tallas pero se pudo salvar algo del contenido escultórico y pictórico aunque disperso por distintos lugares; sin embargo se puede hacer una descripción bastante aproximada siguiendo la lectura del acta firmada el 21 de enero de 1845 llevada a cabo por la Comisión de Monumentos. Además de la escultura principal de la Virgen titular y de los relieves de Pedro de la Cuadra se detalla la existencia de:

Altar mayor: siete medallas de vara y media de largo por una de ancho, en relieve que representa la vida de la Virgen, un crucifijo de tamaño natural con dos estatuas de tamaño natural que representan la Virgen y San Juan. Dos medallas apaisadas, vara y media de ancho por media de alto; representan la justicia y la fortaleza; una estatua de vara y media bastante deteriorada; representa a Santa Catalina.
AHPV, Sección histórica, Comisión de Monumentos, caja 274, Actas lib. 1º

En 1845 se trasladaron al Museo Provincial de Bellas Artes —que estaba en el palacio o colegio de Santa Cruz— las esculturas indicadas mientras que el calvario se colocó en la antigua iglesia del Carmen Calzado. Cuando este edificio se derribó en los años 30 del siglo XX, el calvario se dejó en la capilla del nuevo edificio construido en el solar del convento que era el Hospital Militar. En 1997 dejó de funcionar este establecimiento y fue entonces cuando la escultura del cristo se llevó al museo de Escultura para su custodia. De las otras dos imágenes que le acompañaban, los historiadores no dan noticia.
Capillas del lado del Evangelio
La iglesia tuvo una serie de capillas instaladas en las dos naves laterales. En el lado norte o lado del Evangelio tuvo cinco, todas ellas bajo la tutela o patronazgo de alguna persona relevante o adinerada. Empezando por la cabecera y hacia los pies se encontraban:
- Capilla de la Concepción, cuya propiedad estuvo primero en manos de Luisa de las Cuevas, viuda de Andrés de Nájera y luego pasó a cargo del licenciado Bernardino Mexía, abogado de la Real Chancillería. Finalmente en 1561 fue de Elena Páez Sotomayor que era «freila profesa de la orden de Santiago de la Espada», con una dotación de 25.000 maravedíes. En recompensa, además del enterramiento, la capilla debía llevar en la pared izquierda una inscripción en piedra demostrando su propiedad.[35] Además se debía decir una misa cada día del año, más otras misas cantadas y en días señalados colocando un túmulo que iría cubierto con un hábito de la orden de Santiago de la Espada.
- Capilla de Loreto. Tenía una renta de 46.000 reales anuales y la obligación por parte de los frailes de decir una misa cada día.[36] Su patrono fue Pinedo desde 1621 y todavía a mediados del siglo XVIII sus descendientes tenían el patrocinio.[37]
- Capilla del Cristo, patrocinada por Inés Álvarez esposa de García Gómez de Castro que fue consejero de los Reyes Católicos.
- Capilla de San Antonio. La arquitectura y escultura de su retablo corrió a cargo de Pedro de la Cuadra y Tomás de Prado realizó la pintura. En 1836 tras la Desamortización se hizo un inventario con las obras de arte que todavía quedaban en el edificio entre las que estaba un altar de San Antonio de tamaño natural que correspondía a esta capilla.
- Capilla de los Esclavos o de la Piedad. Era la última capilla de este lado en cuyo solar estuvo el zaguán de la casa primitiva que se transformó después en capilla o pequeña iglesia de los mercedarios cuando entraron a ocupar las casas de la reina Leonor. Esta capilla fue utilizada como sede de la cofradía de la Piedad. Fue en este espacio, en la pared del lado de la Epístola donde se encontró la lápida y enterramiento de la reina Leonor. El historiador y viajero Antonio Ponz, que llegó a verla, comentó en sus escritos que «Hacia los pies de la iglesia ... hay un retablo en donde está representada la Piedad y otras cosas que tiran [sic] a la manera de Berruguete.»[38]

Capillas del lado de la Epístola
Todo el muro de la iglesia correspondiente a este lado colindaba con la tapia que cerraba la huerta de una casa propiedad del marqués de Aguilafuente —conocida como casa del Cordón—. Entre la pared de la iglesia y la tapia había un espacio estrechísimo que en más de una ocasión reivindicaron los frailes al Ayuntamiento para añadirlo a su propiedad. A lo largo del muro de la iglesia se fueron construyendo capillas y se fueron abriendo en todas ellas una ventana para recibir la luz del sol. La marquesa de Aguilafuente, viuda por aquel entonces, alzó una querella en la Chancillería contra los monjes por abrir aquellos huecos que caían sobre la huerta de su casa. La querella fue atendida pero la marquesa cambió de opinión proponiendo que se cerraran dichas ventanas con vidrieras fijas y con una reja y que sólo sirvieran para facilitar la luz solar y no para otros usos.
- Capilla del Dr. Hernán García, con enterramientos de esta familia.
- Capilla de Nuestra Señora de la Cerca

Llamada así porque en ella se colocó la imagen de Nuestra Señora de la Cerca, milagrosamente encontrada durante el transcurso de unas obras realizadas en el convento, al derribar un pedazo de cerca antigua de Valladolid. La imagen milagrosa se colocó en esta segunda capilla en agosto de 1645 —se había encontrado en junio de ese año— a instancias de Jerónimo Remírez de Arellano, consejero del rey e inquisidor del Santo Oficio. En su petición requería ser el único dueño y patrón y tener enterramiento para él y sus sucesores, por todo lo cual hizo donación al convento de una gran cantidad de dinero y objetos valiosos: Piezas de plata; tapicería de lana y seda con la historia de Rómulo y Rémulo [sic]; objetos litúrgicos de plata; misales, uno impreso en Venecia; atril de madera de caoba; vestimentas litúrgicas lujosas; un cristo crucificado que según la tradición familiar había sido propiedad de Fernando Cortés, marqués del Valle, descendiente de Hernán Cortés; otro cristo con su retablo dorado; una buena colección de pinturas a las que el provincial de la Merced señaló como «adorno de pintura de mucho valor». El convento respondió con la entrega del patronazgo de dicha capilla especificando que:

... pueda fijar y hacer se pongan y fijen escudos, armas, epitafios, bultos y letreros cuantos quisiere y hacer en ella y en cada parte de ella cualesquier nichos, entierros y sepulturas a su voluntad.

En agosto de 1645 comenzaron las obras de la capilla, adjudicando el trabajo al maestro arquitecto Nicolás Bueno, avalado por dos maestros arquitectos de cantería. En las escrituras del contrato se especifica al detalle cómo debería estar construida y la fecha de su terminación. La Virgen de la Cerca gozaba de fama y veneración hasta el punto que se la nombró segunda patrona de la ciudad —siendo la primera la Virgen de San Lorenzo—. Canesi escribe sobre el frontispicio de esta capilla ricamente adornado con obras de arte cuyo tema era en torno a los milagros y demás maravillas. Señala también el cristo que se encontraba en el retablo «que es tradición, fue con el que Hernán Cortés entró en las conquistas de las Indias Occidentales y Reino de Méjico»
En 1838 se hizo un inventario de las salas de la Academia en el que se citan los retratos de Ramiro Sánchez, rey de Navarra; Sancho Ramírez, conde de Peñacerrada; Pedro Remírez de Arellano y Luis Remírez de Arellano, todos procedentes de esta capilla.
Capilla de Santiago
Estaba adornada con inscripciones y escudos a los Godínez-Alcaraz, una de las familias más sobresalientes en época de los Reyes Católicos. Floranes alcanzó a verlos y pudo describirlos en su obra. En el siglo XVIII el patronazgo recayó en los vizcondes de Valoria. El historiador y viajero Antonio Ponz describió el retablo haciendo una buena crítica excepto para la escultura de Santiago Matamoros de la que dice ser «cosa mala».

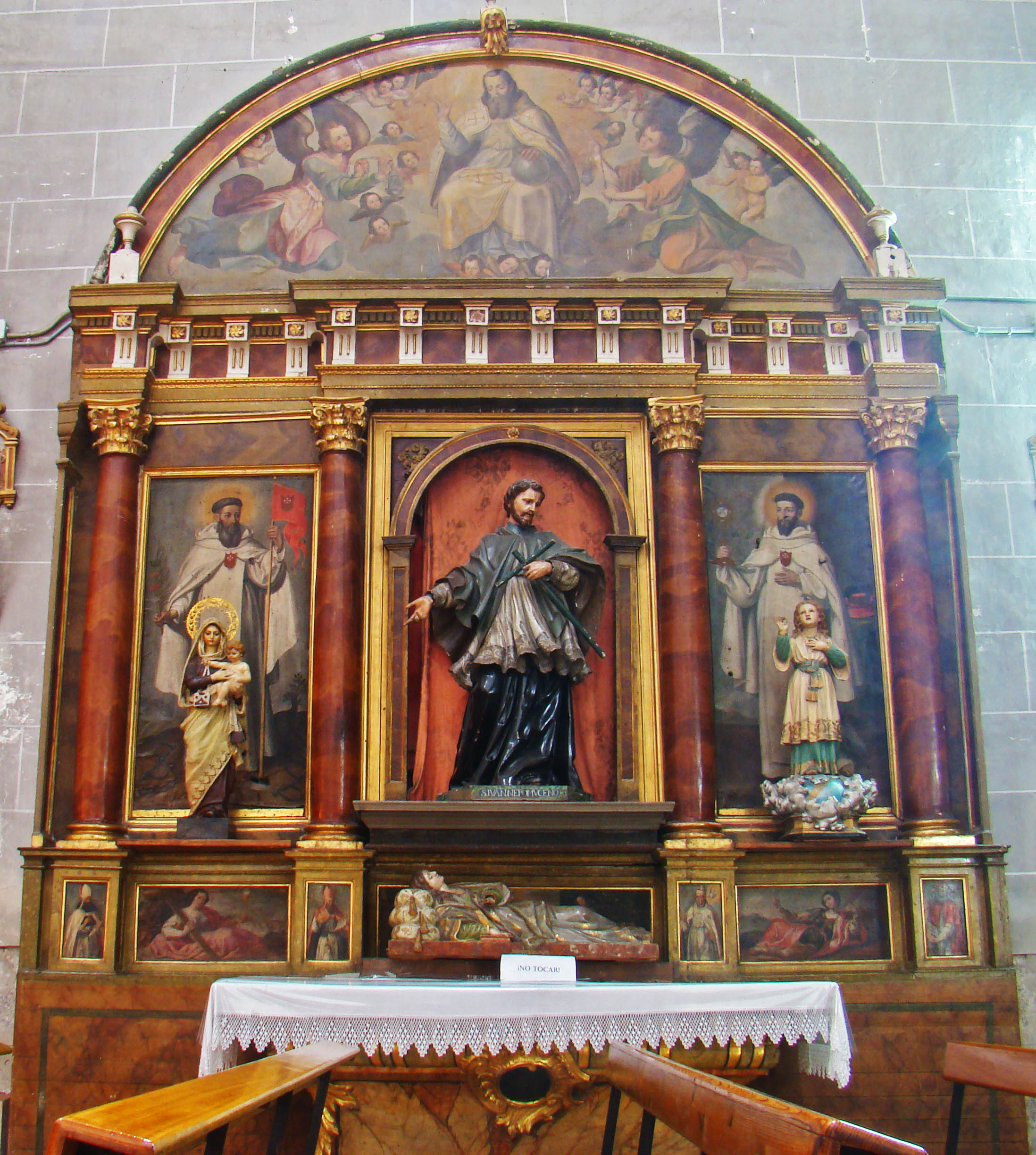
Retablo de la iglesia del convento que se guarda en la iglesia de la Magdalena

En la iglesia de la Magdalena de Valladolid  existe un retablo procedente
del convento que algunos historiadores consideran que es el descrito por Ponz. En las calles laterales se ven unas pinturas correspondientes al taller de Diego Valentín Díaz que representan a Pedro Nolasco y Juan de la Mata. En el banco o predela las pinturas tratan sobre los cuatro Padres de la Iglesia. Estuvo también colocada una pequeña imagen de la Virgen de la Merced que se encuentra situada en el crucero de esta misma parroquia. Es una escultura anónima de c. 1760.
Capilla de San Ramón Nonato
Se debió llamar anteriormente capilla
de la Piedad,
según noticias que da Floranes. La fundó y patrocinó García Gómez de Castro en
1494, personaje influyente, Consejero de los Reyes Católicos.
Capilla de San Pedro Nolasco
Tenía un retablo neoclásico que fue concedido en 1845 a
la parroquia del pueblo de Villabáñez. La escultura principal es San Pedro Nolasco a quien acompaña uno de los esclavos redimidos. Se atribuye al escultor Felipe de Espinabete. Tiene las tallas de San Raimundo de Peñafort y Santa María de Cervelló y está rematado en el ático por un crucifijo y el emblema de la Merced.
Capilla de San Juan de Letrán
Tenía los mismos privilegios que su homónima en Roma, según rezaba una placa:

Todas las personas que visiten esta capilla cualquier día de fiesta del año ganan las indulgencias y Perdones como si visitasen la Iª de San Juan de Letrán de Roma.
Floranes, Inscripciones, BN, Ms. 11.246

Antes se había llamado capilla de los apóstoles. Su patrón fue el chantre de la catedral Francisco Pérez que a su vez la donó a la cofradía de San Antonio de los Mancebos Sastres, el 20 de noviembre de 1558. Sus cofrades tenían derecho a enterramiento en ella.

### Los claustros
En los documentos de 1519 se menciona sin describir un claustro primitivo del que sólo se sabe que en uno de sus lados había una imagen de la Concepción, muy venerada, especialmente por la cofradía de la Concepción; esta cofradía elevó un ruego a los frailes pidiendo que les concediese:

... un paño en la claustra del dicho monasterio y que sea el paño de la dicha claustra donde está la imagen de Nuestra Señora de la Concepción que es entrando en la claustra el paño de la mano derecha para que los cofrades de la dicha cofradía que quisieren se puedan mandar sepultar...
AHPV

El llamado claustro grande era un espacio rectangular con ocho arcos en dos lados y siete en los otros dos. Estaba construido en piedra y presentaba tres cuerpos; en los dos primeros los arcos eran de medio punto y en el tercero eran arcos rebajados. Se parecía mucho al claustro de la hospedería del monasterio de San Benito y ambos tenían semejanza con los claustros menores del monasterio de El Escorial.
El claustro procesional se trazó y se echaron los cimientos en el primer tercio del siglo XVII. Pedro de Mazuecos dio las trazas para la fachada de la iglesia y para los edificios de este nuevo claustro aunque no llegó a dirigir las obras pues murió en 1609 y la construcción comenzó en diciembre de 1621. Se comenzó por la panda contigua al muro de la iglesia bajo la supervisión de los maestros de cantería Rodrigo de la Cantera y Hernando del Hoyo. De 1623 a 1625 se llevaron a cabo los detalles que faltaban: asentar cornisas, jambas y dinteles de piedra, labra de escudos y en los años siguientes se terminaron las obras de albañilería, carpintería y solado de ladrillo. Pedro de la Cuadra labró el escudo del claustro alto, aunque no pudo terminarlo por caer enfermo; su amigo el escultor Gregorio Fernández acudió en su ayuda enviando oficiales de su taller para el acabado. La pintura corrió a cargo de Tomás de Prado. Este pintor se comprometió a dorar y pintar cuatro paños que le debían ser entregados bien blancos de antemano; también las bóvedas con las esquinas de oro y azul, y blanco. En las escrituras aparece siempre el nombre de su mujer Catalina Herrera; por este trabajo el convento se comprometía a la donación de una capilla para el enterramiento del matrimonio y a no recibir una dote que el pintor tendría que donar por su hijo Andrés de Prado que había profesado en esta casa.

...el altar, entierro y capilla que está en el tránsito que del dicho claustro entra en la sacristía, la cual capilla le ha de dar el dicho convento hecha de bóveda al peso (sic) del claustro y con puerta y reja al dicho claustro y blanqueado para que en ella el dicho Tomás de Prado y su mujer pongan el retablo, armas y escudos, rótulos y letreros que quisieren.

Además de las pinturas murales se adornaron las paredes del claustro con cuadros de santos de la orden y con el tema de los milagros de San Pedro Nolasco.
Los claustros y otras dependencias que también daban a la calle Maldonado se utilizaron en el siglo XX como cuartel. En 1950 ya no se necesitaban porque se habían construido otras dependencias del Ejército más modernas y accesibles por lo que se vendieron a los jesuitas a través de una subasta condicionada para emplear esos terrenos en un grupo escolar gratuito. La venta fue en 867.950 pesetas. El solar después del derribo tenía unas dimensiones de 10.211 m². En 1951 el colegio San José de los jesuitas (que estaba edificado justo enfrente) hizo un paso subterráneo bajo la calle Maldonado y utilizó el terreno comprado para campos de deporte. En el último cuarto del siglo XX se vendió todo el espacio y su destino fue la construcción de viviendas.

## Arte mueble y objetos litúrgicos
El convento fue rico en obras de arte que fueron dispersas o desaparecidas tras la exclaustración. Tuvo buenas tallas y buenos lienzos tanto de temas religiosos como retratos, incluso árboles genealógicos. También objetos de plata de una riqueza importante. Muchas de estas obras están detalladas o bien en inventarios o bien en documentos de contratos y reclamaciones. La mayoría fueron desaparecidas y algunas dispersas. A estas últimas se les siguió la pista por un tiempo pero entre los traslados y los almacenajes quedaron muy pocas localizables.